# Кривомаз Євген Володимирович
Євген Володимирович Кривомаз (23 липня 1979, м. Мінськ, Білорусь — 7 січня 2022) — білоруський хокеїст, захисник. 
Виступав за «Юність» (Мінськ), «Гвелф Сторм» (ОХЛ), «Рокфорд Айсхогс» (UHL), «Керамін» (Мінськ), ЦСК ВВС (Самара), ХК «Гомель», «Металург» (Жлобин), «Шинник» (Бобруйськ), «Компаньйон-Нафтогаз» (Київ).
У складі національної збірної Білорусі провів 21 матч (1+0); учасник чемпіонату світу 2002 (дивізіон I). У складі молодіжної збірної Білорусі учасник чемпіонату світу 1999.
Помер 7 січня 2022 року.
Досягнення
- Чемпіон Білорусі (2002), бронзовий призер (2004, 2007)
- Срібний призер СЄХЛ (2003, 2004)
- Володар Кубка Білорусі (2002)
- Володар Континентального кубка (2007).
- Срібний призер чемпіонату України (2013)